# L'Esclave (film, 1975)
Pour les articles homonymes, voir L'Esclave.
Pour plus de détails, voir Fiche technique et Distribution.
L'Esclave (The Image) est un film américain réalisé par Radley Metzger, sorti en 1975.

## Synopsis
Jean, un écrivain vivant à Paris, rencontre Claire, une vielle amie, et est bientôt mêlé dans l'univers sadomasochiste de Claire et de Anne, sa compagne plus jeune.

## Fiche technique
- Titre original : The Image
- Titre français : L'Esclave
- Titres alternatifs anglais : The Punishment of Anne ; The Mistress and the Slave
- Réalisation : Radley Metzger
- Scénario : Radley Metzger d'après le roman L'Image de Catherine Robbe-Grillet
- Photographie : Robert Lefebvre
- Production : Gill Champion, Max Pécas et Marty Richards
- Pays d'origine :  États-Unis
- Format : Couleurs - Mono
- Date de sortie : 1975

## Distribution
- Mary Mendum : Anne
- Carl Parker : Jean
- Marilyn Roberts : Claire

## Censure en France
Le film fut interdit pour sadisme en 1975: selon la Commission de contrôle des films cinématographiques, qui recommanda l'interdiction total à 17 voix pour (et une voix nulle) dans son avis du 9 octobre 1975:
Les qualités évidentes de ce film, quant à la photographie, au soin de la réalisation et à l'esthétique, sont des circonstances aggravantes : elles rendent plus dangereuses encore cette apologie du sadisme et de la violence érotique. L'intrigue équivoque, la maîtresse tyrannique, le mâle lâche et brutal font assaut de bassesse. C'est le type même de réalisation attentatoire à la dignité de la personne humaine. Le vote de la commission, quasi unanime, montre bien le sentiment de dégoût qu'elle a éprouvé.